# لئونارد کری
لئونارد کری (انگلیسی: Leonard Carey؛ ۲۵ فوریه ۱۸۸۷ – ۱۱ سپتامبر ۱۹۷۷) یک هنرپیشه اهل انگلستان بود.

## فیلم‌شناسی
- ربه‌کا
- ولوت ملی
- خانم مینی‌ور
- غریبه‌ها در قطار
- عید
- فرشته
- برف‌های کلیمانجارو
- چراغ گاز
- بی‌نوایان
- درنده باسکرویل
- باغ اسرارآمیز
- بهشت می‌تواند صبر کند
- سوءظن
- قطار سریع‌السیر شانگهای
- آن خانم همیلتون
- راه شیری
- تبعید
- رز ماری